# Two Paths
Two Paths è il settimo album studio del gruppo folk metal finlandese Ensiferum.

## Tracce
Testi di Sami Hinkka.
1. Ajattomasta unesta – 2:12 (musica: Markus Toivonen)
2. For Those About to Fight for Metal – 5:17 (musica: Hinkka, Toivonen, Netta Skog)
3. Way of the Warrior – 3:57 (musica: Toivonen)
4. Two Paths – 4:48 (musica: Toivonen)
5. King of Storms – 5:16 (musica: Hinkka, Toivonen)
6. Feast with Valkyries – 4:08 (musica: Toivonen, Skog)
7. Don't You Say – 3:39 (musica: Toivonen)
8. I Will Never Kneel – 5:00 (musica: Hinkka)
9. God Is Dead – 4:15 (musica: Hinkka)
10. Hail to the Victor – 5:10 (musica: Toivonen)
11. Unettomaan aikaan – 2:14 (musica: Toivonen, Skog, Hinkka)
12. God Is Dead (Alternative version) – 3:55 (musica: Hinkka)
13. Don't You Say (Alternative version) – 3:39 (musica: Toivonen)